# Ayesha Kapur

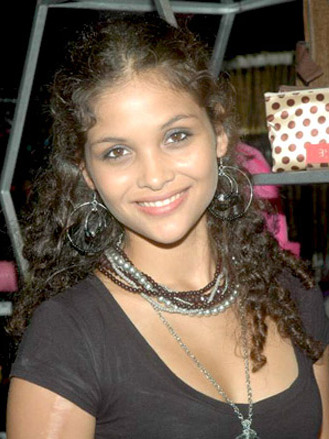
Ayesha Kapur

Ayesha Kapur (Hindi आयशा कपूर; * 13. September 1994 in Düsseldorf) ist eine deutsch-indische Schauspielerin.

## Leben und Karriere
Kapur wurde in Düsseldorf geboren. Ihre Mutter ist Deutsche und ihr Vater ist ein indischer Geschäftsmann. Sie absolvierte ihre Schulausbildung an der Deerfield Academy und schloss 2020 ihr Studium an der Columbia University ab. Ihr Debüt gab sie 2005 in dem Film Black. Für ihre Darstellung erhielt sie zahlreiche Auszeichnungen in der Kategorie „Beste Nebendarstellerin“ und wurde damit die jüngste Gewinnerin eines Zee Cine Awards und eines IIFA Awards. Anschließend war sie 2009 in dem Film Sikandar zu sehen. 2023 belegte sie in der Serie Sweet Kaaram Coffee eine der Hauptrollen.
Kapur spricht fließend Englisch, Deutsch, Tamil und Hindi.

## Filmografie
- 2005: Black (Film)
- 2009: Sikandar (Film)
- 2023: Sweet Kaaram Coffee (Fernsehserie)